# نشانگان زین تهی
نشانگان زینِ تُهی (انگلیسی: Empty sella syndrome) به شرایطی اطلاق می‌شود که در آن هیپوفیز کوچک شده یا مسطح می‌گردد و به جای این غده، مایع مغزی-نخاعی زین ترکی را پر می‌کند. این وضعیت ممکن است به عنوان بخشی از بررسی‌های تشخیصی اختلالات هیپوفیزی یا به‌صورت یک یافته تصادفی در تصویربرداری از مغز کشف شود.

## علائم و نشانه‌ها
در صورت وجود علائم، افراد مبتلا به نشانگان زین تهی ممکن است سردرد و از دست دادن بینایی را تجربه کنند. علائم اضافی می‌تواند با کم‌کاری هیپوفیز مرتبط باشد.
علائم اضافی عبارتند از:
- ناهنجاری در استخوانچه‌های گوش میانی
- نهان‌بیضگی
- درازسری
- ناهنجاری کیاری
- مهره‌شکاف
- مجرای شریانی باز
- هیپوتونی عضلانی
- پلاتیبازیا

## علت

هیپوفیز

علت این بیماری به دو دسته اولیه و ثانویه تقسیم می‌شود:
- علت نشانگان زین تهی ثانویه، زمانی رخ می‌دهد که یک نئوپلاسم یا جراحی به غده آسیب برساند که این حالت به صورت اکتسابی بروز می‌کند.[۱]
- در بیماران مبتلا به فشار خون داخل جمجمه ایدیوپاتیک، در MRI نشانگان زین تهی دیده می‌شود.[۵]
- علت نشانگان زین تهی اولیه یک ناهنجاری مادرزادی است که به نقص چادر زین مربوط می‌شود.[۶]

## سازوکار
سازوکار طبیعی غده هیپوفیز به این صورت است که این غده دستگاه هورمونی را کنترل می‌کند و بر رشد، توسعه جنسی و عملکرد قشر غده فوق کلیوی اثر دارد. این غده به دو بخش قدامی و خلفی تقسیم می‌شود.
پاتوفیزیولوژی این بیماری به گونه‌ای است که افراد مبتلا ممکن است تجمع مایع مغزی-نخاعی را تجربه کنند که منجر به افزایش فشار در حفره جمجمه‌ای شده و برای فرد سردرد ایجاد می‌کند.